# Bubendey (Schiff, 1913)
Die Bubendey war ein Seebäderschiff der HAPAG.

## Geschichte
Das für 756 Passagiere ausgelegte und mit einer Telefunken-Station ausgerüstete Schiff wurde am 11. Dezember 1913 geliefert und absolvierte seine Jungfernfahrt. Während des Ersten Weltkriegs wurde es ab dem 18. März 1916 als Führerboot einer Vorpostenflottille der Kaiserlichen Marine verwendet. Unmittelbar nach Kriegsende wurde es wieder von der HAPAG übernommen. Ab 1919 wurde die Bubendey im Seebäderdienst und ab Oktober 1920 auch im Seedienst Ostpreußen genutzt. 1930 wurde sie an den Norddeutschen Lloyd verkauft und in Glückauf 2 umbenannt. Weiterhin war sie im Einsatz im Seebäderdienst, aber auch als Tender. 1938 erfolgte ein Umbau, um das Schiff im Bedarfsfall schnell zum Lazarettschiff umrüsten zu können.
Im Zweiten Weltkrieg wurde das Schiff von der Kriegsmarine herangezogen: Am 20. September 1939 wurde es als erstes kleines Lazarettschiff für die Kriegsmarine in Dienst gestellt und vom 29. September 1939 bis zum Ende des Krieges als solches genutzt. 1940 sollte es am Unternehmen Seelöwe teilnehmen; dazu kam es aber nicht.
Nach Kriegsende wurde das Schiff vom OMGUS noch weiter als Lazarettschiff genutzt, doch der NDL konnte die Glückauf 2 bald wieder übernehmen und vercharterte sie 1948 und 1949 an die HAPAG. Das Schiff wurde 1950 aufgelegt und dann 1954 zum Motorschiff umgebaut. Dabei wurde einer der beiden Schornsteine entfernt. Die Glückauf 2 wurde nun mit gebrauchten 6-Zylinder-Wumag-Görlitz-Dieselmotoren gefahren, die 1.800 PS hatten und mit denen das Schiff eine Geschwindigkeit von 15 Knoten erreichte. Es war nun für 724 Passagiere ausgelegt.
Bis 1960 fuhr es im Bremer Seebäderdienst und im Helgoland-Dienst. Ab 12. April 1960 wurde das Schiff, nun unter dem Namen Kehrwieder, von der Hafen-Dampfschiffahrt-AG (HADAG) bereedert, und am 11. Juli 1961 wurde es von der Jade Schiffahrts GmbH übernommen. Nach dem Verkauf an die Soc. Traghetti del Lazio im März 1963 erfolgte ein neuer Namenswechsel. Das Schiff, das nun in der Bucht von Gaeta fuhr, hieß nun Isola del Sole. 1965 wurde es nach dem Verkauf an Giovanni Cafeoro und dann an die Libera Navigazione Lauro S.A.S. erneut umgetauft und fuhr nun unter dem Namen Anna Maria Lauro im Golf von Neapel. Am 14. April 1986 wurde es nach Palermo verkauft und danach abgewrackt.

## Sonstiges
Ein weiteres Schiff namens Bubendey war eine 1955 für die Strom und Hafenbau Hamburg gebaute Fähre, die in den 1970er Jahren nach Kuwait verkauft wurde und den Namen Raffoudah erhielt.